# کیا بونگو
کیا بونگو (Kia Bongo) خودرویی است که از سال ۱۹۸۰–کنون در گوانگجو، کره جنوبی و اندونزی تولید شده‌است.